# Silent Nights
|  | Denne artikel er oprettet af botten Steenthbot ud fra en ekstern database. Den kan derfor have sproglige fejl eller mangler. Denne skabelon kan fjernes efter kontrol af indholdet. |

Silent Nights er en dansk kortfilm fra 2017 instrueret af Aske Bang.

## Handling
Inger arbejder frivilligt på et herberg og forelsker sig i den illegale immigrant Kwame. De lever begge et hårdt liv, men finder trøst i hinandens arme. Kwame fortæller dog ikke noget om sin familie og børn i Ghana. Da hans datter bliver syg, tvinges han til at stjæle penge fra herberget for at kunne betale hospitalsregningen. Inger tror på hans løgne om tyveriet og forbarmer sig. De er lykkelige for en tid indtil den dag, hvor Kwames mobiltelefon røber alt om hans hemmelige liv i Ghana.

## Medvirkende
- Malene Beltoft Olsen, Inger
- Prince Yaw Appiah, Kwame
- Vibeke Hastrup, Ingers mor
- Ali Kazim, Henrik
- Hassana Sampah, Kwames hustru